# Valangaiman
Valangaiman är en ort i Indien.   Den ligger i distriktet Thiruvarur och delstaten Tamil Nadu, i den södra delen av landet, 2 000 km söder om huvudstaden New Delhi. Valangaiman ligger 30 meter över havet och antalet invånare är 11 550.
Terrängen runt Valangaiman är mycket platt. Runt Valangaiman är det tätbefolkat, med 356 invånare per kvadratkilometer. Närmaste större samhälle är Kumbakonam, 8,0 km norr om Valangaiman. Trakten runt Valangaiman består till största delen av jordbruksmark.